# Darß-Zingster Boddenkette
Darß-Zingster Boddenkette er et vådområde ved Østersøkysten nordøst for Rostock. 
Det består af flere lavvandede indbyrdes forbundne laguner (tysk: Bodden), der ligger i vest-østlig retning. Med undtagelse af udløbene til Østersøen i den østlige ende er er lagunerne afskåret fra havet af halvøen Fischland-Darß-Zingst. Vådområdet er 197 km² stort, og den gennemsnitlige vanddybde er kun omkring 2 meter. 
Darß-Zingster Boddenkette er opdelt i :
- Saaler Bodden
- Bodstedter Bodden
- Barther Bodden
- Grabow

(Rækkefølgen er fra vest mod øst).
Saltindholdet stiger jo nærmere man kommer udløbet mod øst, hvor det ferske vand fra floder og laguner blandes med det salte havvand, der kommer ind via udløbene til havet, især gennem den østlige Gellenstrom men også gennem det mindre udløb mellem Großer Werder og Kleiner Werder. Der har tidligere været flere forbindelser til havet, men de blev lukket ved kystsikringsarbejder og dæmninger, for eksempel Prerowstrom i nord (åben indtil 1872) og i vest Permin og de Loop ved Fischland (indtil det 14. århundrede) . Floderne Recknitz og Barthe løber ud i Boddenkette; floder med et afvandingsområde på i alt 1.578 km². På sydkysten af Boddenkette ligger byerne Ribnitz-Damgarten og Barth.
Den nordlige del af Darß-Zingster Boddenkette er en del af Nationalpark Vorpommersche Boddenlandschaft.